# 처웰구

처웰구의 위치

처웰구(영어: Cherwell District)는 잉글랜드 옥스퍼드셔주에 위치한 비도시 자치구로 중심 도시는 밴버리이며 인구는 164,155명(2022년 기준), 면적은 588.8km2이다.